# Destitution de Kevin McCarthy
La destitution de Kevin McCarthy renvoie à la déposition de Kevin McCarthy, le 3 octobre 2023, de son poste de président de la Chambre des représentants des États-Unis. Sa destitution est effective après le vote favorable donné à une motion de destitution. En septembre 2023, McCarthy fait adopter une résolution pour éviter une banqueroute du gouvernement avec le soutien du Parti démocrate, entrant en conflit avec les membres du Freedom Caucus qui s'opposent à toute résolution de financement soutenue par les démocrates. À la suite d'un vote à la Chambre, où les démocrates sont rejoints par les républicains du Freedom Caucus, il est déposé.
Il s'agit de la première fois qu'un président de la Chambre est destitué au cours d'une législature. Cette destitution déclenche une élection pour choisir le prochain président de la Chambre.

## Procédure
La destitution du président de la Chambre nécessite l'utilisation d'une motion de destitution. Dans le cadre des négociations de McCarthy pour obtenir la présidence, il a promis le fait que n'importe quel membre du Congrès pourrait initier une motion de destitution contre lui. Cette disposition n'est utilisée que deux fois à la Chambre des représentants. En 1910, une motion est déposée contre Joseph G. Cannon après une fronde parlementaire, mais elle échoue. En 2015, le député Mark Meadows utilise une motion de destitution contre le président de l'époque, John Boehner, mais un vote n'a pas le temps d'être mené que Boehner démissionne. Selon la procédure, un député doit déposer la résolution et demander un vote ; en tant que résolution privilégiée, le vote doit avoir lieu dans les deux jours. Un vote peut être bloqué si la résolution est mise de côté ou renvoyée en commission. En cas d'adoption, une liste interne rédigée par le président sortant désigne un président par intérim le temps d'organiser de nouvelles élections pour le poste.

## Contexte

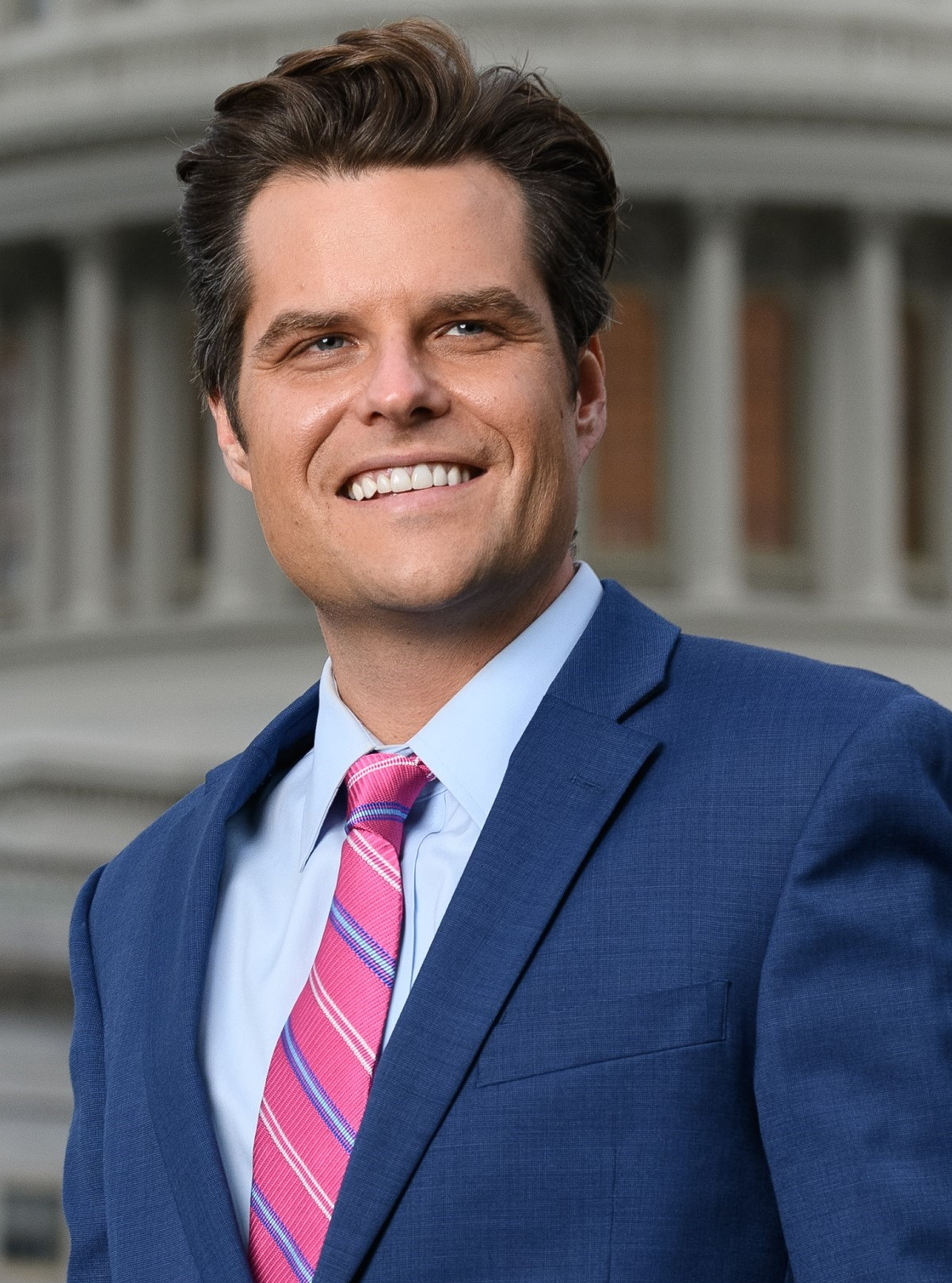
Le député Matt Gaetz mène la résistance contre McCarthy et réussit à déposer une motion pour le renvoyer.

Les élections de 2022 aboutissent à une étroite majorité démocrate au Sénat et à une étroite majorité républicaine à la Chambre des représentants. Au 118e Congrès, le Freedom Caucus, un groupe parlementaire ultra-conservateur, obtient plusieurs sièges à la Chambre des représentants. Kevin McCarthy, le chef du groupe républicain à la Chambre, est élu président de la Chambre après plusieurs jours de votes bloqués, principalement par les membres du Freedom Caucus. McCarthy concède à ses opposants pour négocier leur soutien à sa présidence. En mai 2023, McCarthy négocie avec le président Joe Biden un accord pour résoudre une crise du plafond de la dette et un défaut de paiement imminent. En réponse, les républicains extrémistes, dirigés par Matt Gaetz, se mutinent en s'opposant à une loi. Cette fronde parlementaire laisse McCarthy face à un véritable casse-tête politique : soit il cède aux insurgés et fait adopter une législation qui sera contestée au Sénat, soit il négocie avec les démocrates, risquant une destitution potentielle.
En septembre, le gouvernement semble sur le point de déclarer banqueroute après que les députés n'ont pas réussi à s'accorder sur les fonds à allouer à l'État. Le Freedom Caucus menace de destituer McCarthy s'il se tourne vers les démocrates pour obtenir plus de votes. Quelques heures avant une éventuelle fermeture, la Chambre des représentants adopte une résolution bipartisane pour financer le gouvernement jusqu'au 17 novembre. La résolution est adoptée au Sénat et signée par le président Joe Biden, évitant ainsi une banqueroute du gouvernement. Le député Matt Gaetz, qui mène la résistance contre McCarthy,, annonce lors d'une interview avec CNN qu'il va chercher à destituer McCarthy pour avoir travaillé avec les démocrates.

## Évènements
Le 2 octobre, Gaetz dépose une motion de destitution, forçant un vote sur la destitution de McCarthy dans un délai de deux jours. Le vote commence le jour suivant ; McCarthy exclut la possibilité d'un accord avec les démocrates. Ces derniers par l'intervention de leur chef de file Hakeem Jeffries confirment ce non-accord : « C’est au Parti républicain de mettre fin à la guerre civile des républicains à la Chambre ».
Le représentant Tom Cole tente sans succès d'écarter la motion. La Chambre poursuit avec un vote de destitution qui réussit avec 216 voix contre 210, marquant la première fois de l'histoire du Congrès des États-Unis que le président de la Chambre est destitué,.

### Détail du vote
| Parti        | Parti        | Oui | Non | Sans vote |
| ------------ | ------------ | --- | --- | --------- |
|              | Républicain  | 8   | 210 | 3         |
|              | Démocrate    | 208 | 0   | 4         |
| Votes totaux | Votes totaux | 216 | 210 | 7         |

Le vote pour la destitution suit les lignes de parti mais Andy Biggs, Ken Buck, Tim Burchett, Eli Crane, Matt Gaetz, Bob Good, Nancy Mace et Matt Rosendale font défection pour voter en faveur, ce qui permet d'obtenir la majorité.

## Conséquences
Après l'éviction de McCarthy, le représentant de Caroline du Nord, Patrick McHenry est désigné comme président pro tempore. Joe Biden appelle à une élection rapide d’un remplaçant. De son côté, McCarthy annonce qu'il ne tentera pas de briguer une nouvelle fois le poste de Speaker. Cette décision laisse la place ouverte à une compétition entre les républicains de la Chambre et à l'incertitude étant donné qu'aucun successeur n'a été désigné par avance. La direction du parti se laisse une semaine pour en désigner un.